# Kalis Loyd
Pour les articles homonymes, voir Loyd.
Kalis Loyd, née le 5 avril 1989 à Malmö (Suède), est une joueuse suédoise de basket-ball.

## Biographie
Issue d’une famille de basketteurs, elle passe cinq années en NCAA à côté de l’Université Lamar en senior de 17,3 points (42,4% à deux points, 33,3% à trois points), 7 rebonds, 2,9 passes décisives et 2,3 interceptions. Elle fait ses débuts professionnels en  Roumanie avec l’ASC Sepsi-SIC Gheorghe. En championnat, elle tournait à 14,3 points (48% à deux points), 5,8 rebonds, 2,7 passes décisives et 1,8 interception pour 12,6 d’évaluation tandis qu’en six rencontres d’Eurocoupe, elle émarge à 16,2 points (46,2% à deux points), 5,5 rebonds, 1,8 passe décisive et 2,8 interceptions.
Pour sa première rencontre officielle à l'Open LFB, elle contribue fortement au premier succès de Tarbes face à Saint-Amand avec 26 points, 5 rebonds, 2 interceptions et 4 contres en 31 minutes. Sur la saison, elle aligne 12,4 points et 4,6 rebonds en moyenne par match en championnat, mais se blesse en fin de saison avant de rejoindre Arras. Sa saison est de nouveau écartée par des blessures après sept matchs (6,9 points et 2,7 rebonds en moyenne). Pour 2016-2017, elle rejoint un troisième club français, Basket Landes, mais sa saison se conclut après quelques semaines sur blessure.
Après quatre saisons en France, elle rejoint durant l'été 2018 le club italien de San Giovanni en série A1. En janvier 2021, elle vient remplacer les Américaines Jaelyn Brown puis Shakayla Thomas à Toulouse en Ligue 2. Elle parvient, à l'issue de la saison 2021-2022, à obtenir la montée en LFB avec son équipe de Toulouse, et est conservée à l'issue de celle-ci.
Elle décide de prendre sa retraite sportive à l'issue de la saison 2022-2023 du TMB, qui voit par ailleurs l'équipe redescendre en LF2.

## Clubs
| Saisons        | Équipe                             | Pays       |
| 2008-2013      | Lamar Lady Cardinals               | États-Unis |
| 2013-2014      | SIC Sfântu Gheorghe                | Roumanie   |
| 2014-2015      | Tarbes Gespe Bigorre               | France     |
| 2015-2016      | Arras Pays d'Artois Basket Féminin | France     |
| 2016-2017      | Basket Landes                      | France     |
| 2017-2018      | Flammes Carolo basket              | France     |
| 2018-2019      | GEAS Sesto San Giovanni            | Italie     |
| 2019-2020      | Durán Maquinaria Ensino Lugo       | Espagne    |
| 2020-déc. 2020 | Clarinos Tenerife                  | Espagne    |
| jan. 2021-2023 | Toulouse Métropole Basket          | France     |

## Palmarès
- Championne de France LF2 en 2022.